# سباق طواف فرنسا 1929
سباق طواف فرنسا 1929 من سلسلة سباقات سباق طواف فرنسا. أقيم هذا السباق في تاريخ 30 يونيو - 28 يوليو 1929 على 22 مراحل. بعد مرور 186 ساعة و39 دقيقة و16 ثانية وبعد طي 5286 كم بمتوسط 28.32 كم في الساعة فاز بالميدالية الذهبية ماوريس دى فال من بلجيكا، فيما حصد جيوزيبي بانشيرا من إيطاليا الميدالية الفضية، وكانت الميدالية البرونزية من نصيب جيف ديميوسير من بلجيكا.

## الميداليات
| ذهب                    | فضة                       | برونز                 |
| ماوريس دى فال - بلجيكا | جيوزيبي بانشيرا - إيطاليا | جيف ديميوسير - بلجيكا |